# Asfodelòidies

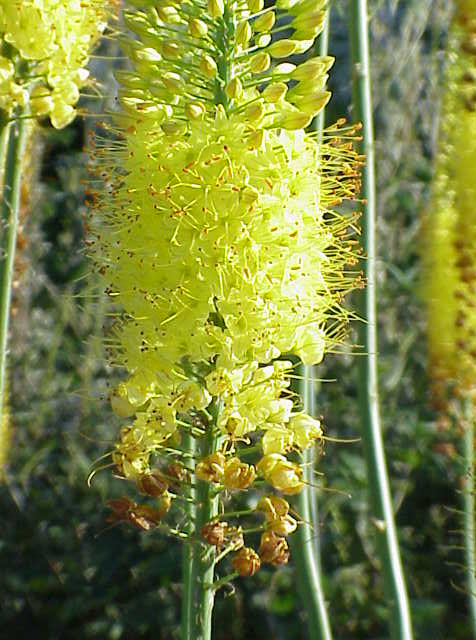
Eremurus stenophyllus

Les asfodelòidies (Asphodeloideae) formen una subfamília dins la família de les asfodelàcies dins l'ordre de les asparagals.
Les espècies que agrupa són natives d'Àfrica central, Europa occidental, la conca del Mediterrani, l'Àsia central i Austràlia. Un gènere,(Bulbinella, té algunes espècies a Nova Zelanda. La major biodiversitat és a Sud-àfrica. Espècies dels gèneres Aloe, Asphodelus i Kniphofia es fan servir com a plantes ornamentals.
Els Asphodeloideae es distingeixen per presentar antraquinona, microsporogènesi simultània, òvuls de morfologia atípica i la presència d'un aril en el fruit. També tenen creixement secundari meristemàtic.

## Taxonomia
El sistema de classificació APG III (2009) va situar aquesta subfamília dins de la família de les xantorreàcies (Xanthorrhoeaceae), que agrupava les famílies Xanthorrhoeaceae Asphodelaceae i Hemerocallidaceae. Però l'any 2016, el sistema APG IV (2016) va recuperar el nom Asphodelaceae per a la família després que l'any 2014 el Comitè de nomenclatura per a les plantes vasculars aprovés una proposta en aquest sentit, proposta que fou avalada l'any 2017 pel Congrés Internacional de Botànica. El nom de la subfamília deriva del gènere tipus Asphodelus.

### Gèneres
L'actual sistema de classificació APG IV reconeix aquests gèneres dins de la subfamília:
- Aloë L.
- Aloiampelos Klopper & Gideon F. Smith
- Aloidendron (A. Berger) Klopper & Gideon F. Smith
- Aristaloë Boatwright & Manning
- Astroloba Uitewaal
- Asphodeline Reichenbach
- Asphodelus L.
- Bulbine Wolf
- Bulbinella Kunth
- Chortolirion A. Berger
- Eremurus M. Bieberstein
- Gasteria Duval
- Gonialoë (Baker) Boatwright & Manning
- Haworthia Duval
- Haworthiopsis G. D. Rowley
- Jodrellia Baijnath
- Kniphofia Moench
- Kumara Medicus
- Tulista Rafinesque
- Trachyandra Kunth